# Giornata del non acquisto

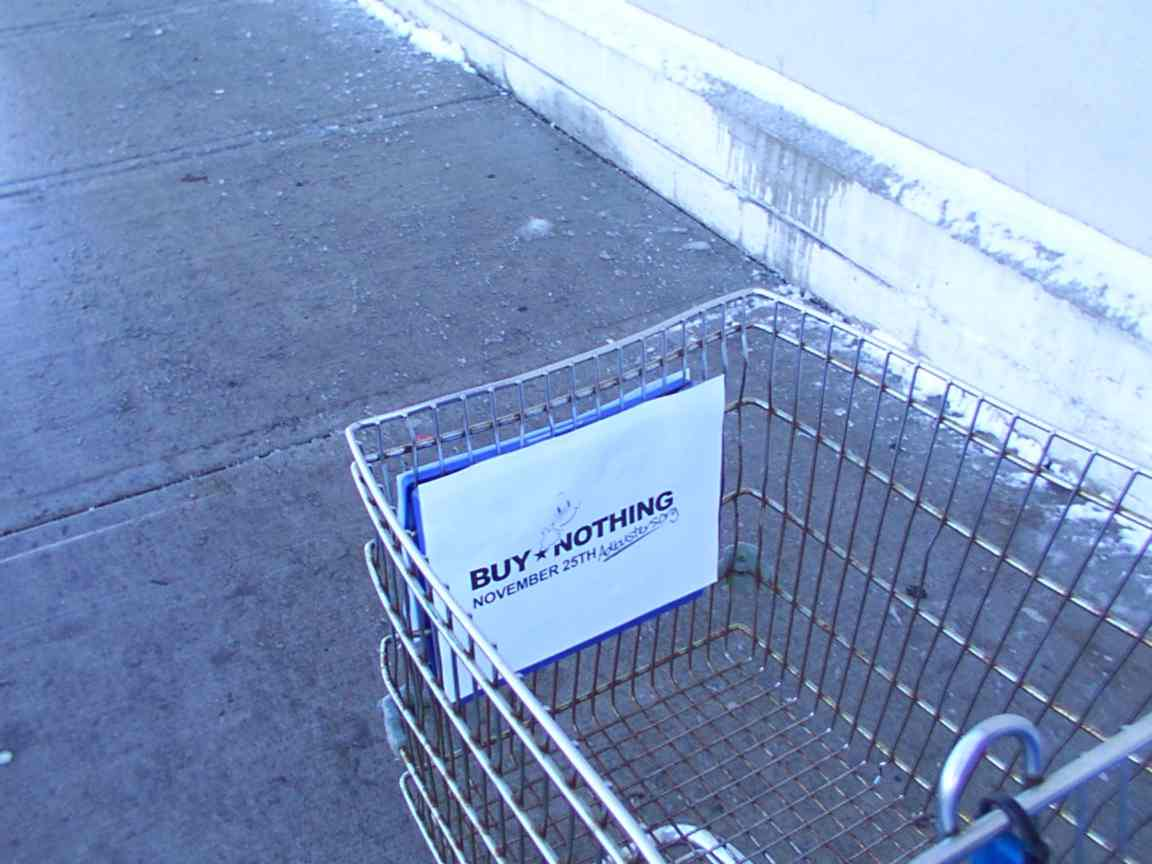

La giornata del non acquisto, in inglese Buy Nothing Day, è un evento proposto di anno in anno ai consumatori di tutto il mondo dall'associazione jammers. L'idea è quella di passare un giorno intero (tipicamente un sabato di novembre) senza acquistare nulla, dimostrando così di non essere del tutto schiavi del consumismo. È una giornata per riflettere sulle abitudini di consumo e sulla possibilità di fare acquisti in maniera più ragionata sviluppando una maggiore coscienza critica, nel rispetto dell'ambiente e dei popoli meno fortunati.
Molte associazioni sensibili ai principi del consumo critico propongono in questa giornata degli spunti di riflessione. L'edizione del 2007 ha avuto come tema quello dell'acqua.
Alcune attività commerciali particolarmente sensibili (per esempio le Botteghe del Mondo del commercio equo e solidale e altre organizzazioni non a scopo di lucro) durante questa giornata aprono le porte ai clienti ma tengono il registratore di cassa chiuso, invitando i consumatori che entrano a non acquistare prodotti e a porsi il problema del consumismo, a riflettere sulle proprie abitudini di acquisto e a informarsi utilizzando il materiale messo loro a disposizione.